# Benjamin Wallfisch
Benjamin Mark Lasker Wallfisch (Londres, Inglaterra, Reino Unido; 7 de agosto de 1979) es un compositor, director y pianista inglés. Desde mediados de la década de 2000, ha compuesto y contribuido a la música para más de 60 largometrajes. Sus composiciones incluyen partituras originales para A Cure For Wellness, Hidden Figures, Lights Out, Desert Dancer, It, Blade Runner 2049 y Shazam!. En 2017, fue nominado conjuntamente con Pharrell Williams y Hans Zimmer a la Mejor Puntuación Original en la 74a edición de los Golden Globe Awards por su trabajo en Hidden Figures, y un Premio BAFTA y un Premio Grammy por Blade Runner 2049.
En 2014, Wallfisch fue nombrado Asociado de la Real Academia de Música de Londres. También es miembro de Remote Control Productions, una compañía de Hans Zimmer.

## Discografía

### Película
| Año  | Película                  | Director(es)                       | Estudio(s)                                                                                        | Notas |
| ---- | ------------------------- | ---------------------------------- | ------------------------------------------------------------------------------------------------- | --- |
| 2005 | Dear Wendy                | Thomas Vinterberg                  | Lucky Punch Nimbus Film Productions Zentropa EntertainmentsTV2 DanmarkZentropa International Köln | Nominado al Robert Award for Best Score |
| 2008 | The Escapist              | Rupert Wyatt                       | Picture Farm Parallel Film Productions Vertigo Films                                              | N/A |
| 2009 | In Search of the Messiah  | Tim Meara                          | Meara Films                                                                                       | Documental |
| 2012 | Fetih 1453                | Faruk Aksoy                        | Aksoy Film Medyapim                                                                               | N/A |
| 2013 | Hours                     | Eric Heisserer                     | The Safran Company PalmStar Media Hours Capital                                                   | N/A |
| 2013 | Hammer of the Gods        | Farren Blackburn                   | Vertigo Films Magnolia Pictures                                                                   | Nominado al Hollywood Music in Media Award for Best Original Song |
| 2013 | Summer in February        | Christopher Menaul                 | CrossDay Productions Ltd. Apart Films Marwood Pictures                                            | Hollywood Music in Media Award for Best Original Score |
| 2014 | Desert Dancer             | Richard Raymond                    | CrossDay Productions Ltd. Head Gear Films Lipsync Productions                                     | N/A |
| 2014 | Bhopal: A Prayer for Rain | Ravi Kumar                         | Rising Star Entertainment Wardour Media Group Sahara One Motion Pictures                          | N/A |
| 2015 | Auschwitz                 | James Moll                         | Allentown Productions                                                                             | Documentary film |
| 2015 | A Flickering Truth        | Pietra Brettkelly                  | PBK Limited Umbrella Entertainment                                                                | Documentary film |
| 2015 | Gamba                     | Tomohiro Kawamura Yoshihiro Komori | Arad Productions Grindstone Pictures Shirogumi                                                    | N/A |
| 2015 | Pressure                  | Ron Scalpello                      | Pinewood Pictures Vertical Entertainment                                                          | N/A |
| 2015 | Within                    | Phil Claydon                       | The Safran Company New Line Cinema Warner Bros.                                                   | N/A |
| 2016 | Lights Out                | David F. Sandberg                  | New Line Cinema RatPac-Dune Entertainment Grey Matter Productions Atomic Monster Productions      | Primera colaboración con David F. Sandberg |
| 2016 | Mully                     | Scott Haze                         | Bardis Productions Sterling Light Productions                                                     | Documental |
| 2016 | Hidden Figures            | Theodore Melfi                     | Fox 2000 PicturesLevantine Films Chernin Entertainment                                            | Con Hans Zimmer y Pharrell Williams Nominado al Black Reel Award for Outstanding Original Score Nominado al Golden Globe Award for Best Original Score Nominado al Grammy Award for Best Score Soundtrack for Visual Media                                                                                   |
| 2016 | A Cure for Wellness       | Gore Verbinski                     | 20th Century FoxRegency EnterprisesNew Regency ProductionsBlind Wink Productions                  | N/A |
| 2017 | Bitter Harvest            | George Mendeluk                    | Devil's Harvest Productions Roadside Attractions D Films                                          | N/A |
| 2017 | Annabelle: Creation       | David F. Sandberg                  | New Line Cinema Warner Bros. Pictures Atomic Monster Productions Grey Matter Productions          | Segunda colaboración con David F. Sandberg |
| 2017 | It                        | Andy Muschietti                    | New Line Cinema Warner Bros. Pictures Vertigo Entertainment                                       | Primera colaboración con Andy Muschietti |
| 2017 | Blade Runner 2049         | Denis Villeneuve                   | Warner Bros. Pictures Columbia Pictures Alcon Entertainment Scott Free Productions                | Con Hans Zimmer Reemplazando a Jóhann Jóhannsson Temas de Vangelis Nominado al BAFTA Award for Best Film Music Nominado al Critics' Choice Movie Award for Best Score Nominado al Grammy Award for Best Score Soundtrack for Visual Media Nominado al Hollywood Music in Media Award for Best Original Score |
| 2018 | The Darkest Minds         | Jennifer Yuh Nelson                | 20th Century Fox 21 Laps Entertainment                                                            | N/A |
| 2018 | King of Thieves           | James Marsh                        | Working Title Films StudioCanal UK                                                                | N/A |
| 2018 | The Vanishing             | Kristoffer Nyholm                  | Cross Creek Pictures Saban Entertainment Lionsgate Films                                          | N/A |
| 2019 | Serenity                  | Steven Knight                      | IM Global                                                                                         | Música adicional de Antonio Andrade |
| 2019 | Shazam!                   | David F. Sandberg                  | DC EntertainmentNew Line Cinema Warner Bros. Pictures The Safran Company                          | Tercera colaboración con David F. Sandberg |
| 2019 | Hellboy                   | Neil Marshall                      | Millennium Films Dark Horse Entertainment                                                         | Música adicional de Antonio Andrade, Jared Fly y Alex Lu |
| 2019 | It Chapter Two            | Andy Muschietti                    | New Line Cinema Warner Bros. Pictures Vertigo Entertainment                                       | Segunda colaboración con Andy Muschietti |